# Makawe hurleyi
Makawe hurleyi is een vlokreeftensoort uit de familie van de Talitridae. De wetenschappelijke naam van de soort is voor het eerst geldig gepubliceerd in 1968 door Duncan.